# 刘家庄镇
刘家庄镇是中国山东省青岛市即墨区原下辖的一个镇。2012年，刘家庄镇改制为刘家庄中心社区，并入段泊岚镇。

## 行政区划
刘家庄中心社区下辖刘家庄三村、刘家庄一村、刘家庄二村、刘家庄四村、刘家庄五村、西乔戈庄村、东乔戈庄村、程戈庄村、赵戈庄村、埠东村、高家岭村、贾家后疃村、程家庄村、孙家屯村、张官庄村、西尖庄村、东尖庄村、大吕戈庄一村、大吕戈庄二村、大吕戈庄三村、小吕戈庄村、大胡埠村、天宫院村、袁家庄村、方戈庄村、麦戈庄村、起戈庄村、薛家泉庄村。